# Camposol
Camposol es una empresa peruana agroindustrial ubicada en el norte de Perú creada en 1997; su presidente ejecutivo es Samuel Dyer Coriat. Camposol Holding PLC está registrada en la Bolsa de Oslo Axess con código CSOL.

## Historia
Camposol es una empresa agroindustrial, cuyas  operaciones se iniciaron en 1997 con la compra de sus primeras tierras en La Libertad, región ubicada en el norte del Perú, a 600 km de Lima. En ese mismo año, se adquirieron nuevas tierras en el Proyecto Especial Chavimochic mediante una subasta pública. La empresa cuenta con más de 25 000 hectáreas de tierras en las zonas de Chao, Virú y Piura, ubicadas en La Libertad y Piura, regiones del norte peruano. El complejo  de Camposol está integrado por seis plantas de procesamiento, tres de las cuales son de conservas, dos de productos frescos y una de productos congelados. Además, es propietaria de una empresa de empaquetamiento de frutas (mangos, uvas y otros) y participa como socia de otra en Piura. Sus productos principales son los arándanos, paltas, mangos, uvas de mesa, mandarinas y langostinos.

## Gerencia
| Nombre             | Puesto                |
| ------------------ | --------------------- |
| Samuel Dyer Coriat | Presidente Directorio |
| Ricardo Naranjo    | CEO                   |